# Revisionisme (historie)
 For alternative betydninger, se Revisionisme. (Se også artikler, som begynder med Revisionisme)
Revisionisme benyttes i faget historie om enten
- en legitim revision af historien efterhånden som research afdækker nye kendsgerninger.
- eller en illegitim ændring af historiske fakta med et - oftest - politisk formål.

I studiet af den kolde krig er betegnelsen revisionisme knyttet til det legitime, men omdiskuterede standpunkt, at Sovjetunionens sikkerhedsstrategi primært var af defensiv karakter. 
De to mest kendte eksempler på illegetime revisionistske standpunkter er nazisters benægtelse af Holocaust og tyrkiske regeringers benægtelse af folkedrabet på armeniere og grækere i Lilleasien.

## Note
1. ↑   I modsætning til traditionalismens opfattelse af USSR som en aggressiv stormagt.